# Габриелян, Аршалуйс Амбарцумович
Аршалуйс Амбарцумович Габриелян (арм. Արշալույս Համբարձումի Գաբրիելյան; 14 июня 1912, Эривань — 5 мая 1993, Ереван) — советский и армянский геолог, доктор геолого-минералогических наук, профессор, действительный член АН Армянской ССР (1982; член-корреспондент с 1956). Академик-секретарь Отделения наук о Земле и член Президиума АН Армении (1984—1993). Заслуженный деятель науки Армянской ССР (1963).

## Биография
Родился 14 июня 1912 года в Эривани.
С 1933 по 1938 год обучался на геологическом факультете Ереванского государственного университета, с 1938 по 1940 обучался в аспирантуре этого университета. С 1940 по 1983 год на педагогической работе на геологическом факультете Ереванского государственного университета на преподавательских должностях, с 1949 года — профессор этого университета.
С 1945 по 1991 год одновременно с педагогической занимался и научной работой в Институте геологических наук АН АрмССР в должности заведующего сектором региональной геологии и палеонтологии. Одновременно с 1958 по 1966 год являлся — ответственным редактором серии геолого-географических наук научного издания «Известия Академии наук Армянской ССР». С 1984 по 1993 год — академик-секретарь Отделения наук о Земле и одновременно — член Президиума АН Армянской ССР — Национальной академии наук Армении.

### Научно-педагогическая деятельность и вклад в науку
Основная научно-педагогическая деятельность А. А. Габриеляна была связана с вопросами в области геологии, в том числе региональной, тектоники и стратиграфии. Занимался исследованиями в области разработки стратиграфических схем неогеновых и палеогеновых отложений территории районов Малого Кавказа и Армении. А. А. Габриелян являлся — членом Всесоюзного стратиграфического и Международного тектонического научно-координационных советов.
В 1940 году защитил кандидатскую диссертацию, в 1954 году защитил докторскую диссертацию на соискание учёной степени доктор геолого-минералогических наук. В 1956 году ему присвоено учёное звание профессор. В 1956 году был избран член-корреспондентом, в 1982 году — действительным членом АН Армянской ССР. А. А. Габриеляном было написано более двухсот научных работ, в том числе монографий и научных статей опубликованы в ведущих научных журналах.

## Основные труды
- Третичные отложения Котайского района Армянской ССР: (Стратигр. очерк) / А. А. Габриелян ; Акад. наук Арм. ССР. Ин-т геол. наук. - Ереван : Изд-во и тип. Изд-ва Акад. наук Арм. ССР, 1947. - 69 с.
- Основные вопросы тектоники Армении / Акад. наук Арм. ССР. Ин-т геол. наук. - Ереван : Изд-во АН Арм. ССР, 1959. - 185 с.
- Палеоген и неоген Армянской ССР: Стратиграфия, тектоника, история геол. развития / Акад. наук Арм. ССР Ин-т геол. наук. Ереванский гос. ун-т. - Ереван : Изд-во Акад. наук Арм. ССР, 1964. - 299 с.
- Стратиграфия и литология Армянской ССР: [Сб. статей] / АН АрмССР, Ин-т геол. наук ; [Отв. ред. А.А. Габриелян и др.]. - Ереван : Изд-во АН АрмССР, 1979. - 301 с.
- Сейсмотектоника Армянской ССР / А. А. Габриелян, О. А. Саркисян, Г. П. Симонян. - Ереван : Изд-во Ерев. ун-та, 1981. - 283 с.
- Геологические события на границе эоцена и олигоцена на территории Армянской ССР / [А. А. Габриелян, С. М. Григорян, А. А. Садоян и др.; Отв. ред. Габриелян А. А.]; АН АрмССР, Ин-т геол. наук. - Ереван : Изд-во АН АрмССР, 1988. - 72 с[4]

## Награды и звания
- Орден «Знак Почёта»
- Заслуженный деятель науки Армянской ССР (1963)[2][3]